# Furuskär (vid Mossala, Houtskär)
Furuskär är en ö i Finland. Den ligger i Skärgårdshavet och i kommunen Pargas i landskapet Egentliga Finland, i den sydvästra delen av landet. Ön ligger omkring 54 kilometer väster om Åbo och omkring 200 kilometer väster om Helsingfors.
Öns area är 11,9 hektar och dess största längd är 0,6 kilometer i öst-västlig riktning. Ön höjer sig omkring 20 meter över havsytan.